# Список керівників держав 144 року
В даній статті представлені керівники державних утворень. Також фрагментарно зазначені керівники нижчих рівнів. З огляду на неможливість точнішого датування певні роки владарювання наведені приблизно.
Список керівників держав 144 року — це перелік правителів країн світу 144 року.
Список керівників держав 143 року — 144 рік — Список керівників держав 145 року — Список керівників держав за роками

## Європа
- Боспорська держава — цар Реметалк I (132-154)
- Ірландія — верховний король Конн Сто Битв (123-157)
- Римська імперія
  - імператор Антонін Пій (138-161)
    - консул Луцій Гедій Руф Лолліан Авіт (144)
    - консул Тит Статілій Максим (144)
      - Ахая — Квінт Ліциній Модестін (144-145)
      - Римська Британія — Квінт Лоллій Урбік (138-142/144)
      - Нарбонська Галлія — Луцій Новій Кріспін Марціаліс Сатурнін (144-145)
      - Нижня Германія — Гай Юлій Север (142-150)
      - Дакія — Квінт Мустій Пріск (141-144); Публій Орфідій Сенеціон (144-147/148)
      - Нижня Мезія — Луцій Мініцій Натал Квадроній Вер (141/142-144-145)
      - Нижня Паннонія — Марк Понтій Леліан Ларцій Сабін (141-144/145); Квінт Фуфіцій Корнут (144/145-147)
      - Фракія — Гай Фабій Агріппін (143-146)

## Азія
- Близький Схід
  - Велика Вірменія — цар Вагарш I (116/117-140/144); Сохемос (144-161)
- Іберійське царство — цар Фарасман III (135-185)
- Індія
  - Західні Кшатрапи — Рудрадаман I (130-150)
  - Кушанська імперія — великий імператор Канішка I (127-147)
  - Царство Сатаваханів — магараджа  Вашиштіпутра Пулумайї (136-158/164)
- Китай
  - Династія Хань — імператор Лю Бао (125-144); Лю Бін (144-145)
    - шаньюй південних хунну Хуланьжоші Чжуцзю (143-147)
- Корея
  - Когурьо — тхеван (король) Тхеджохо (53-146)
  - Пекче — король Керу (128-166)
  - Сілла — ісагим (король) Ільсон (134-154)
  - Осроена — Ма'ну VIII (139-163)
- Персія
  - Парфія — шах Вологез II (105-147)
- Сипау (Онг Паун) — Сау Кам К'яу (127-207?)
- плем'я Хунну — шаньюй Доулоучу (143-147)
- Японія — тенно (імператор) Сейму (131-191)
  - Азія — Тіберій Юлій Кандід Цельс (143-144)
  - Каппадокія — Публій Кассій Секунд (141-144)
  - Лікія і Памфілія — Квінт Воконій Сакса Фід (143/144-146)

## Африка
- Царство Куш — цар Адекеталі (137-146)
  - Африка — Публій Туллій Варро (143-144)
  - Єгипет — Луцій Валерій Прокул (144-147)
  - Мавретанія Тінгітанська — Уттедій Гонорат (144)